# Protestantse kerk (Steggerda)
De Protestantse kerk van Steggerda is een kerkgebouw in Steggerda, gemeente Weststellingwerf, in de Nederlandse provincie Friesland.

## Beschrijving
De driezijdig gesloten zaalkerk met steunberen en een toren van twee geledingen met ingesnoerde spits werd in 1739 gebouwd. De pastorie uit 1898 (Steggerdaweg 39) heeft neorenaissance-details. In 1903 werd de kerk naar plannen van Bato Rouwkema gewijzigd en geheel ommetseld. Ook werd er een consistoriekamer aangebouwd. Het orgel uit 1977 werd gemaakt door Flentrop.

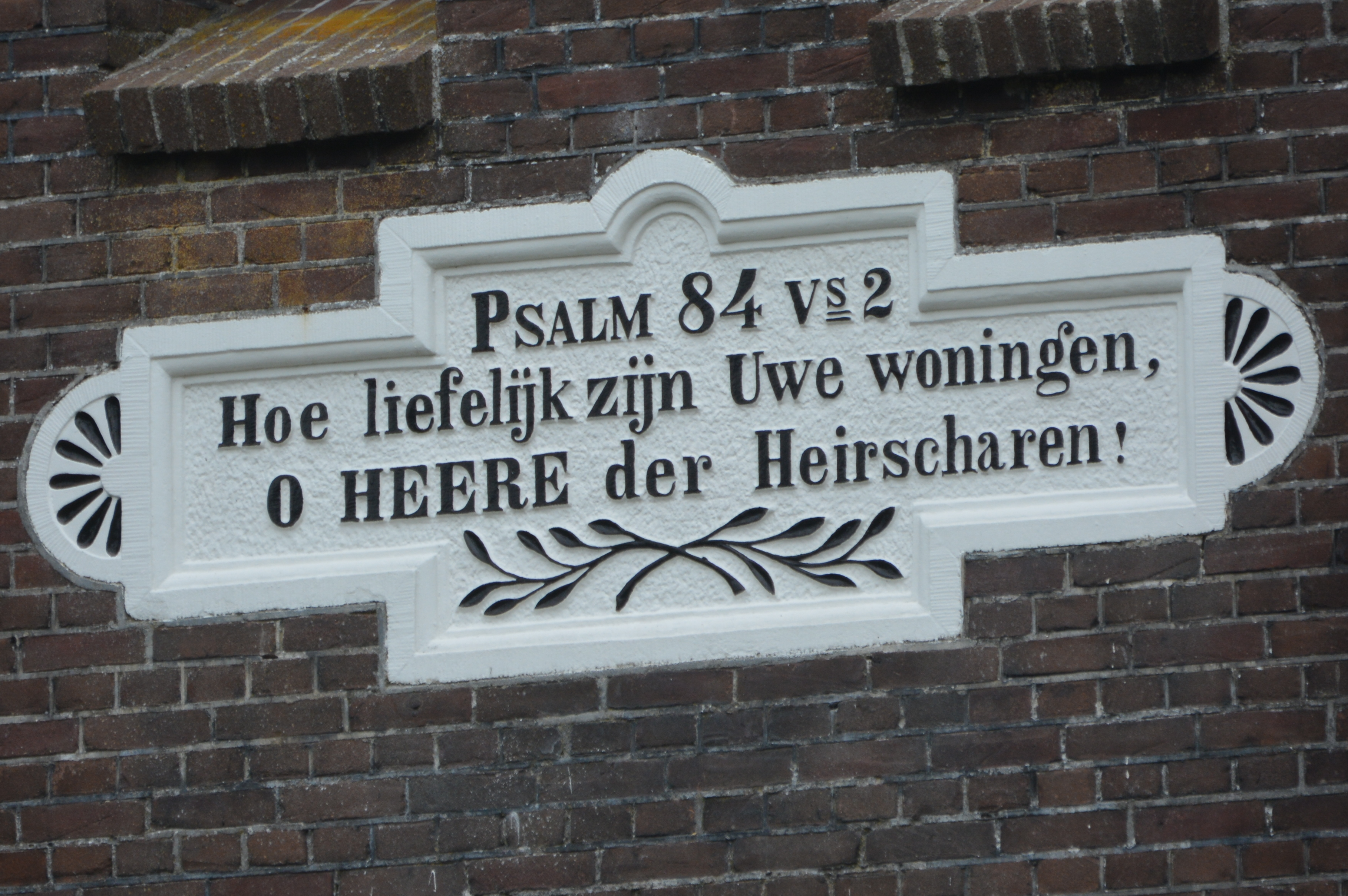
Gevelsteen